# Хетенслебен
Хетенслебен (њем. Hötensleben) општина је у њемачкој савезној држави Саксонија-Анхалт. Једно је од 35 општинских средишта округа Берде. Према процјени из 2010. у општини је живјело 3.995 становника. Посједује регионалну шифру (AGS) 15083320.

## Географски и демографски подаци
Хетенслебен се налази у савезној држави Саксонија-Анхалт у округу Берде. Општина се налази на надморској висини од 99 метара. Површина општине износи 60,8 km². У самом мјесту је, према процјени из 2010. године, живјело 3.995 становника. Просјечна густина становништва износи 66 становника/km².